# Хронологія рекордів України з шосейної спортивної ходьби на 35 кілометрів серед чоловіків
Рекорди України зі спортивної ходьби на 35 кілометрів визнаються Федерацією легкої атлетики України з-поміж результатів, які показали українські легкоатлети на шосейній дистанції, за умови дотримання встановлених вимог.

## Хронологія рекордів
| Результат                             | Атлет                             | Місто змагань | Дата змагань | Примітки    | Відео |
| ------------------------------------- | --------------------------------- | ------------- | ------------ | ----------- | ----- |
| 2:30.17                               | Ігор Сахарук Волинська область    | Алушта        | 28.02.2014   | [ 1 ] [ 2 ] |       |
| 2:30.00                               | Сергій Світличний Сумська область | Подєбради     | 18.05.2025   | [ 3 ]       |       |
| 0 років, 0 днів від дати встановлення |                                   |               |              |             |       |